# Државни савјет Краљевине Црне Горе
Државни савјет Краљевине Црне Горе је био управни суд и управни орган у Краљевини Црној Гори.
Претходни Државни савјет Књажевине Црне Горе (1879—1905) имао је улогу књажевске владе, законодавног тијела и највише надзорне власти. Његова тадашња улога је била слична улози Државног савјета Кнежевине Србије до доношења Намјесничког устава (1869).

## Састав
Према Никољданском уставу (1905) Државни савјет је био састављен од шест чланова. Постављао их је књаз господар и међу њима одређивао предсједника.
Државни савјетници су могли бити они црногорски држављани који су: навршили 35 година живота, завршили редовно факултет или вишу стручну школу која је била у рангу факултета, провели 10 година у државној служби или они који су били министри.
Предсједник и чланови Државног савјета су били народни посланици по положају.

## Дјелокруг
Према Никољданском уставу (1905) Државни савјет је имао ове дужности:
- да проучава законске предлоге које је влада подносила Народној скупштини и да даје своје мишљење о њима;
- да даје влади своје мишљење о предметима које би му она предложила;
- да разматра и рјешава жалбе против министарских рјешења у спорним административним питањима. Та рјешења Државног савјета су била обавезна за министре;
- да рјешава сукобе између административних власти, као и између судских и административних власти;
- да суди државним чиновницима као дисциплинарни суд;
- да одобрава дјелимичне издатке из општег кредита одређеног буџетом за ванредне потребе, као и дјелимичну употребу одређеног кредита за велике грађевине;
- да одобрава изузетно ступање у црногорско држављанство;
- да одобрава поравнања између државе и појединих лица, која би се показала као корисна по државне интересе;
- да одобрава задуживање државе, као и ванредне кредите;
- да разматра и рјешава по жалбама против указа којим су се вријеђала законом ујемчена приватна права. Ако је указом био повријеђен неки државни материјални интерес у корист појединаца онда је Главна државна контрола имала право да се жали Државном савјету у име државе;
- да разматра и рјешава по жалбама против министарских рјешења донесених по предметима за које министар по закону није био надлежан или кад су прелазила круг његове законом одређене власти;
- да рјешава о продаји непокретних добара која су припадала областима, капетанијама и општинама;
- да рјешава о расходовању оних сума за које би се показало да се нису имале откуд наплатити;
- да може од Главне државне контроле захтијевати потребне извјештаје о државним рачунима;
- да пресуђује о жалбама против „одсуднијех“ рјешења Главне државне контроле;
- да врши оне послове које би одредили разни земаљски закони.

Пословни ред у Државном савјету прописивао се посебним законом.